# Thomisus angustifrons
Thomisus angustifrons là một loài nhện trong họ Thomisidae.
Loài này thuộc chi Thomisus. Thomisus angustifrons được Hippolyte Lucas miêu tả năm 1858.